# 呂宋毛蕊木
呂宋毛蕊木（学名： Gomphandra luzoniensis；達悟語：Gala）为金檀木科毛蕊木屬下的一个种。